# نينو دا سيلفا
نينو دا سيلفا (بالإنجليزية: Nino Da Silva)‏ (26 مايو 1979 في البرازيل - ) هو لاعب كرة قدم أمريكي في مركز الهجوم. لعب مع سبورتينغ كانساس سيتي ونيويورك ريد بولز وOrlando Sundogs ‏ وGeneration Adidas ‏.

## وصلات خارجية
- نينو دا سيلفا على موقع IMDb (الإنجليزية)

- نينو دا سيلفا على موقع الدوري الأمريكي (الإنجليزية)
- نينو دا سيلفا على موقع قاعدة بيانات كرة القدم.إي يو (الإنجليزية)